# Lijst van rijksmonumenten in Tubbergen (plaats)
De plaats Tubbergen telt 24 inschrijvingen in het rijksmonumentenregister. Hieronder een overzicht.
| Object                                                                                       | Oorspronkelijke functie?  | Bouwjaar                          | Architect | Locatie                             | Coördinaten?                  | Nr.?   | Afbeelding        |
| -------------------------------------------------------------------------------------------- | ------------------------- | --------------------------------- | --------- | ----------------------------------- | ----------------------------- | ------ | ----------------- |
| Bakspieker met vakwerk                                                                       | Boerderij                 | 18/19e eeuw                       |           | Denekamperweg 151                   | 52° 26' 6" NB, 6° 49' 42" OL  | 35746  | Meer afbeeldingen |
| Onvoltooide Bentheimerstenen toren                                                           | Kerk en kerkonderdeel     | eerste helft 16e eeuw             |           | Grotestraat 70                      | 52° 24' 29" NB, 6° 46' 55" OL | 35747  | Meer afbeeldingen |
| Huis Enschede of de Eeshof                                                                   | Woonhuis                  | 1719                              |           | Hardenbergerweg 22                  | 52° 24' 39" NB, 6° 46' 48" OL | 35748  | Meer afbeeldingen |
| Hervormde Kerk                                                                               | Kerk en kerkonderdeel     | 1810                              |           | Hattinkstraat bij 1                 | 52° 24' 32" NB, 6° 46' 56" OL | 35749  | Meer afbeeldingen |
| Herinckhave, havezate met watermolen                                                         | Kasteel, buitenplaats     |                                   |           |                                     | 52° 23' 3" NB, 6° 47' 28" OL  | 35750  | Meer afbeeldingen |
| Reutum, Dubbele sluis                                                                        | Waterkering en -doorlaat  |                                   |           | "De ""Reutumse Sluis""              | 52° 22' 21" NB, 6° 51' 4" OL  | 35762  | Meer afbeeldingen |
| Fraai gesitueerd boerderijtje onder zadeldak met door makelaars bekroonde houten geveltoppen | Boerderij                 |                                   |           | Achterlandsweg 9                    | 52° 23' 29" NB, 6° 43' 57" OL | 35765  | Meer afbeeldingen |
| Drie aantrekkelijk op een erf gesitueerde schuren                                            | Boerderij                 |                                   |           | Boakenkampsweg 9                    | 52° 25' 29" NB, 6° 49' 51" OL | 35768  | Meer afbeeldingen |
| De Brager                                                                                    | Boerderij                 |                                   |           | Bragersweg 12                       | 52° 25' 55" NB, 6° 42' 31" OL | 35769  | Meer afbeeldingen |
| Hooischuur met dwarsdoorrit en met aan de ene smalle zijde overstek van het zadeldak         | Boerderij                 |                                   |           | Broekdijk 73                        | 52° 26' 54" NB, 6° 49' 31" OL | 35770  | Upload foto       |
| Zeldzaam voorbeeld van twee eenbeukige vakwerkschuren die een lange wand gemeen hebben       | Boerderij                 |                                   |           | Frederikus Johannes Groothuisweg 20 | 52° 24' 8" NB, 6° 50' 29" OL  | 35773  | Meer afbeeldingen |
| In oorsprong eenbeukige vakwerkschuur met inrijdeuren in de smalle zijden                    | Boerderij                 |                                   |           | Huyerenseweg 40                     | 52° 24' 47" NB, 6° 44' 28" OL | 35774  | Meer afbeeldingen |
| Vakwerkschuurtje                                                                             | Boerderij                 |                                   |           | Manderveenseweg 19                  | 52° 25' 14" NB, 6° 46' 27" OL | 35775  | Meer afbeeldingen |
| Schuur op het erve meijer, genaamd "'t oale hoes"                                            | Boerderij                 |                                   |           | Meijersweg 23                       | 52° 25' 17" NB, 6° 45' 1" OL  | 35776  | Meer afbeeldingen |
| Fraai gesitueerd vakwerkboerderijtje                                                         | Boerderij                 |                                   |           | Oldenzaalseweg 74                   | 52° 23' 21" NB, 6° 47' 26" OL | 35777  | Meer afbeeldingen |
| Gave driebeukige vakwerkschuur en vakwerk hooischuur                                         | Boerderij                 |                                   |           | Oosterveldsweg 8                    | 52° 25' 44" NB, 6° 51' 29" OL | 35778  | Upload foto       |
| Fraaie vakwerkbakspieker op plint van bentheimer steen                                       | Boerderij                 |                                   |           | Uelserweg 155                       | 52° 26' 43" NB, 6° 49' 23" OL | 35780  | Meer afbeeldingen |
| Twee vakwerkschuren, fraai gelegen tegen de achtergrond van een hoogopgaande erfbeplanting   | Boerderij                 |                                   |           | Vermolenweg 24                      | 52° 26' 2" NB, 6° 43' 1" OL   | 35781  | Meer afbeeldingen |
| Vakwerkspieker                                                                               | Boerderij                 | vermoedelijk grotendeels 19e eeuw |           | Putmansweg bij 19                   | 52° 22' 9" NB, 6° 47' 44" OL  | 421911 | Meer afbeeldingen |
| Oosttwentse boerderij met schuur                                                             | Boerderij                 | eind 19e of begin 20e eeuw        |           | Hooidijk 35                         | 52° 26' 21" NB, 6° 50' 52" OL | 46926  | Upload foto       |
| Vakwerkschuur                                                                                | Boerderij                 | eind 19e of begin 20e eeuw        |           | Hooidijk tegenover 35               | 52° 26' 22" NB, 6° 50' 53" OL | 46927  | Upload foto       |
| Voormalig gemeentehuis,'t oale Roadhoes                                                      | Bestuursgebouw en onderdl | 1930                              | H.W. Valk | Grotestraat 60                      | 52° 24' 27" NB, 6° 46' 55" OL | 507957 | Meer afbeeldingen |
| St. Pancratius                                                                               | Kerk en kerkonderdeel     | 1896-1897                         |           | Grotestraat 70                      | 52° 24' 29" NB, 6° 46' 57" OL | 507958 | Meer afbeeldingen |
| Standbeeld van dr. Schaepman                                                                 | Gedenkteken               | 1927                              | A. Falise | Tubberger Es                        | 52° 24' 15" NB, 6° 46' 20" OL | 507961 | Meer afbeeldingen |